# Pokonamy fale
Pokonamy fale – piosenka wykonywana przez artystów polskich na rzecz pomocy ofiarom tsunami, po trzęsieniu ziemi na Oceanie Indyjskim w 2004 roku. Autorem tekstu jest Jacek Cygan, a muzykę skomponował Romuald Lipko. W lutym 2005 roku na Placu Teatralnym w Warszawie został zorganizowany koncert, podczas którego artyści wspólnie wykonali ten utwór.
W nagraniu udział wzięli: Kayah, Grzegorz Markowski, Maryla Rodowicz, Justyna Steczkowska, Krzysztof Cugowski, Anna Maria Jopek, Ewelina Flinta, Piotr Cugowski, Urszula, Janusz Radek, Zbigniew Wodecki, Felicjan Andrzejczak, Monika Brodka, Patrycja Gola, Beata Bednarz, Wojciech Cugowski, Artur Gadowski, Michał Wiśniewski, Irena Santor, Paweł Kukiz, Halina Jawor, Grzegorz Skawiński oraz Jacek Cygan.